# ブクル・デュ・ムウン地方
ブクル・デュ・ムウン地方（Boucle du Mouhoun）はブルキナファソ西部の地方。2013年の人口は約172.4万人。これは中部地方に次いで2番目に多かった。中心都市はデドゥグ。黒ヴォルタ川が域内を流れる。

## 行政区画
| 県       | 県都                  | 人口（2006年） |
| -------- | --------------------- | -------------- |
| コッシ県 | ヌナ                  | 272,223        |
| スル県   | トゥガン              | 219,826        |
| ナヤラ県 | トマ (ブルキナファソ) | 162,869        |
| バレ県   | ボロモ                | 213,897        |
| バンワ県 | ソランゾ              | 267,934        |
| ムフン県 | デドゥグ              | 298,008        |

## 地理
- 西～北：マリ
- 北東：北部地方
- 南東：中西部地方
- 南：南西部地方
- 南西：上流域地方

## 言語
公用語
- フランス語

地方言語
- モシ語
- ブアム語（英語版）
- サモ語（英語版）[3]